# تنیس روی میز در المپیک تابستانی ۱۹۹۶
تنیس روی میز در بازی‌های المپیک تابستانی ۱۹۹۶ نام رویداد ورزش تنیس روی میز در بازی‌های المپیک تابستانی بود که در سال ۱۹۹۶ برگزار شد. این مسابقات از چهار بخش تشکیل شده بود که از ۲۰ ژوئیه تا ۴ اوت برگزار شد.

## نتایج
| رویداد        | طلا                               | نقره                           | برنز                                      |
| انفرادی مردان | لیو گولیانگ · چین                 | وانگ تائو · چین                | یورگ روسکوف · آلمان                       |
| دونفره مردان  | لیو گولیانگ · و کونگ لینگوی · چین | Lü Lin · و وانگ تائو · چین     | لی چول-سونگ · و یو نام-کیو · کره جنوبی    |
| انفرادی زنان  | دنگ یاپینگ · چین                  | چن جینگ · چین تایپه            | چیائو هونگ · چین                          |
| دونفره زنان   | دنگ یاپینگ · و چیائو هونگ · چین   | لیو وی · و چیائو یونپینگ · چین | پارک هائه-جونگ · و ریو جی-هیه · کره جنوبی |

## جدول مدال‌ها
| رتبه | کشور            | طلا | نقره | برنز | مجموع |
| ۱    | چین (CHN)       | ۴   | ۳    | ۱    | ۸     |
| ۲    | چین تایپه (TPE) | ۰   | ۱    | ۰    | ۱     |
| ۳    | کره جنوبی (KOR) | ۰   | ۰    | ۲    | ۲     |
| ۴    | آلمان (GER)     | ۰   | ۰    | ۱    | ۱     |